# Hwang Dong-hyuk
Hwang Dong-hyuk (Seúl, 21 de mayo de 1971) es un director y guionista surcoreano, conocido por ser el creador de la serie de televisión El juego del calamar. 
En 2022, la revista Time lo nombró una de las 100 personas más influyentes del mundo.

## Biografía
Hwang Dong-hyuk nació y se crio en Seúl, Corea del Sur. Luego de graduarse de la Universidad Nacional de Seúl con una licenciatura en Comunicaciones, escribió y dirigió numerosos cortometrajes. Pueden destacarse Our Sad Life y A Puff of Smoke.  
Tras mudarse a Los Ángeles para estudiar una maestría en producción cinematográfica en la Universidad del Sur de California, continuó haciendo películas. Logró realizar dos cortometrajes: Heaven & Hell y Desperation (2000). Su película de tesis de graduación fue Miracle Mile (2004), un cortometraje protagonizado por Karl Yune como un taxista ilegal coreano-estadounidense que ayuda a una joven coreana (interpretada por Hana Kim) con la búsqueda de su hermano, que fue adoptado por estadounidenses hace veinte años. Miracle Mile se proyectó en más de cuarenta festivales de cine internacionales y ganó varios premios. Entre estos últimos, se encuentran los premios DGA Student Film y el Student Emmy Award. 

### Mi padre
Para su debut cinematográfico, Hwang volvió al tema de la adopción, tocado en su cortometraje de 2004, en My Father (2007). Basada en la historia real del adoptado coreano-estadounidense Aaron Bates, la película trata sobre un soldado del ejército estadounidense, estacionado de forma momentánea en Corea, que aparece en la televisión nacional para buscar a sus padres biológicos. Kim Yeong-cheol interpretó al padre del soldado junto al actor principal Daniel Henney. Hwang decidió elegirlo pese a que este último fue encasillado como un rompecorazones. Henney y Kim fueron elogiados por su actuación, al igual que Hwang por su manejo no-melodramático del perdón y la aceptación, atravesados por cuestiones como la identidad cultural y la pena de muerte.

### El crisol (silenciado)
La segunda película de Hwang se convirtió en una de las historias más importantes del cine surcoreano en el año 2011. Basada en una novela de Gong Ji-young y protagonizada por Gong Yoo y Jung Yu-mi, The Crucible (por su nombre en inglés; también conocida como Silenced) representa reales eventos de la vida en la escuela Gwangju Inhwa para sordos, donde los jóvenes estudiantes fueron tratados cruelmente y abusados sexualmente por sus maestros y administradores. Hwang dijo que deliberó durante, aproximadamente, un mes si debía o no hacer la película. Finalmente, decidió hacerlo porque "había que contarlo". Hwang dijo: "Pensé en dos cosas al hacer esta película. Primero, en que quería que el mundo supiera sobre este horrible incidente. En segundo lugar, quería exponer los problemas estructurales de la sociedad como se reveló durante el proceso de cómo se enterró el caso. Los temas representados en la película -violencia sexual contra niños, vínculos corruptos entre la policía y familias influyentes, negligencia en el deber de los funcionarios públicos- no son ficticios, pero se pueden ver regularmente en las noticias diarias". 
La película se convirtió en un éxito de taquilla en Corea, atrayendo a 4,7 millones de espectadores. Lo que es más significativo, provocó el descontento y los comentarios públicos generalizados a modo tal que el caso se reabrió y los legisladores aprobaron el "Proyecto de Ley Dogani", que abolió el estatuto de limitaciones para los delitos sexuales contra menores y discapacitados. Hwang dijo: "Empecé a hacer cine porque estaba muy frustrado por todos estos problemas sociales sin resolver que ví. Podemos ver, a través de las películas, cuánto nos ha cambiado el mundo. No se puede cambiar la sociedad con una sola película, pero mirando la repercusión del estreno de esta película, podemos pensar en el poder que tiene la película en términos de afectar positivamente a la sociedad”. 

### Miss Granny
Con un estilo diferente muy marcado a comparación de sus películas anteriores, el tercer largometraje de Hwang, Miss Granny (titulado "Chica sospechosa" en coreano) se centra en una mujer de 74 años de edad que recupera la apariencia física que poseía a los 20 años (interpretada por Na Moon-hee y Shim Eun-kyung respectivamente), en una película que abarca la comedia, el drama familiar, la música y el romance. Hwang dijo en una conferencia de prensa respecto a la película: "Con 'My Father' y 'Silenced', siempre parecía estar haciendo películas sociales con temas oscuros, pero en realidad soy una persona divertida. Esta vez, realmente quería hacer una película feliz y liviana". El fuerte boca-a-boca impulsó a Miss Granny a la cima de la lista de taquilla, con más de 8,65 millones de entradas a la función vendidas.

### The Fortress
Basado en la novela Namhansanseong de Kim Hoon, ' The Fortress' está protagonizada por Lee Byung-hun y Kim Yoon-seok, personificando a dos asesores rivales del Rey Injo en un momento crítico durante la Segunda invasión manchú a Corea. Un sutil tour de force en un género totalmente diferente de las películas anteriores de Hwang le dio tanto éxito popular como en la crítica con 3.8 millones de boletos vendidos en Corea, una distribución a 28 países y muchos premios en toda Asia.

## Filmografía
- El juego del calamar (Netflix, 2021-2025) - creador, director y guionista
- Collectors (2020) - productor y guionista
- The Fortress (2017) - director y guionista
- Miss Granny (2013) - director
- Silenced (2011) - director y guionista
- My Father (2007) - director y guionista
- Truck Stop Diner (cortometraje, 2005) - actor, grip
- Miracle Mile (cortometraje, 2004) - director, guionista y editor
- Big Time (cortometraje, 2004) - productor asistente
- I Love Ultra Lotto (cortometraje, 2000) - cinematographer, editor
- Desperation (cortometraje, 2000) - director, guionista y productor
- Heaven & Hell (cortometraje) - director
- A Puff of Smoke (cortometraje) - director y guionista
- Our Sad Life (cortometraje) - director y guionista

## Premios
- Premios People Who Brighten the World 2011 de la Fundación Ambiental Premio People Who Brighten the World
- Enero de 2012, 3.ª Película del Año Premios Mejor Película
- Enero de 2012, Premio Especial del X Premio de Derechos Humanos de Periodismo
- Abril de 2012, Premio del Público en el 14 ° Festival de Cine del Lejano Oriente de Udine, Italia
- Marzo de 2014 , Premio del Gran Premio del Festival Internacional de Cine de Okinawa
- Noviembre de 2017 37 ° Premio de la Asociación de Críticos de Cine de Corea al Mejor Director
- Noviembre de 2017, Mejor Guion en los 38th Blue Dragon Film Awards
- Mayo de 2018, 23 ° Festival de Cine de Chunsa Premio al Mejor Director
- Diciembre de 2018, Premio Especial del Jurado en los XIX Premios de la Asociación de Críticos de Cine de Busan
- Diciembre de 2018, Mención especial del año en los 18th Director's Cut Awards